# Rhyacia schistochroa
Rhyacia schistochroa là một loài bướm đêm trong họ Noctuidae.